# Rádio definido por software

Conceito de Rádio Definido por Software

Rádio Definido por Software ou SDR (em inglês:  Software Defined Radio) é um sistema de radiocomunicação onde os componentes tipicamente implementados em hardware (misturadores de frequência, filtros, amplificadores, moduladores/desmoduladores, detectores, etc) são implementadas em software, utilizando um computador pessoal ou outros dispositivos de computação embutido.
Um SDR básico pode ser formado por um computador equipado com uma placa de som, um conversor digital ou analógico, precedido por um adaptador de radiofrequência (RF). 
O SDR é utilizado tanto em serviços de telefonia celular como no âmbito militar, sendo utilizado também no radioamadorismo.